# Украдене генерације
„Украдене генерације“ или „Украдена деца“ је термин којим се означавају деца аустралијских Абориџина и Острвљана Торесовог мореуза, коју су аустралијске федералне и државне владине агенције и црквени мисионари, на основу тадашњих закона, одводили из њихових породица. Деца су одвођена у периоду између приближно 1869. и 1969. године, мада су у неким местима она одвођена и током 1970-их.
Процене броја одведене деце, као и разлози који се крију иза тог чина, су дискутабилни. Документовани докази, као што су новински чланци и извештаји из тог периода који су подношени скупштинским одборима, дају читав низ различитих објашњења. Као један од разлога се наводи заштита деце, због бојазни да ће катастрофално опадање црначке популације које је уследило након контаката са белцима довести до потпуног „изумирања“ припадника црне расе. Такође се спомињу и страх од мешања раса и жеља за очувањем расне чистоће белаца. Термин „украдена“ је употребљаван у контексту присилног одвођења деце из њихових породица – П. Макгери, члан парламента Новог Јужног Велса, успротивио се Допуни Закона о заштити Абориџина из 1915. који је омогућио Одбору за заштиту Абориџина да одводи децу од њихових родитеља, без обавезе да се претходно утврди да су она била занемарена или малтретирана; Макгери је описао ову политику као „крађу деце од њихових родитеља“. У Аделаиди је 1924. објављен чланак у којем се каже: „Реч ‚украдени‘ може да звучи помало натегнуто, али након што смо објавили причу о Абориџинској мајци сломљеног срца, сигурни смо да ће свет сматрати да је она на месту.“
Аустралијски староседеоци су у већини области били „заштићени“, односно били су штићеници државе. Заштита се спроводила преко Одбора за заштиту Абориџина. У Викторији и Западној Аустралији ови одбори су такође били одговорни за спровођење тзв. Уредби о мелезима.
Питер Рид је 1981. објавио Украдене генерације: Одвођење абориџинске деце у Новом Јужном Велсу од 1883. до 1969. Објављивање резултата Националне истраге о одвајању деце Абориџина и Острвљана Торесовог мореуза од њихових породица из 1997. је проширило свест о Украденим генерацијама. Прихватање овог термина у Аустралији је озваничено 13. фебруара 2008. формалним извињењем Украденим генерацијама, које је упутио премијер Кевин Рад, а које је добило подршку у оба дома аустралијског парламента. Извињења су пре тога упућивале државне и територијалне владе, у периоду између 1997. и 2001. Међутим, и даље је било одбијања да се прихвати термин „Украдене генерације“. Ово потврђује чињеница да је некадашњи премијер Џон Хауард одбио да се извини, док је тадашњи министар за питања Абориџина и Острвљана Торесовог мореуза, Џон Херон, одбио да употреби спорни термин у априлу 2000.

## Образложење политике одвођења деце
Једно од објашњења гласи да је сврха спровођења закона о одвођењу абориџинске деце од њихових родитеља била заштита деце, односно да је то био одговор законодаваца и званичника на потребу да се заштите занемарена, злостављана или напуштена деца мелеског порекла. У извештају Волтера Болдвина Спенсера наводи се да су многа деца, која су рођена у време изградње железнице Ган, током 1920-их, била напуштена већ у раној младости и да није било никог ко би се старао о њима. Овај и други слични инциденти су подстакли државу да поведе рачуна о таквој деци.
Други документи из 19. и са почетка 20. века указују да је политика одвођења деце од родитеља подстакнута другачијим убеђењима: да ће доћи до изумирања абориџинског становништа услед контаката са белцима, да чистокрвно племенско абориџинско становништво није способно да се самостално одржи, те да је оно неминовно осуђено на изумирање. Спомињу се и идеје о еугеници и страх од мешања раса, што има везе са идеологијом о подели људске врсте према цивилизацијској хијерархији. Ово подразумева да је северноевропска цивилизација супериорнија од абориџинске, због великог технолошког напретка. Неке од присталица ових веровања су сматрали да ће пораст броја мелеске деце представљати претњу за природу и стабилност преовлађујуће цивилизације, или за оно што се сматрало расним и цивилизацијским „наслеђем“. На пример, током 1930-их, заштитник Абориџина Северних територија, др Сесил Кук, сматрао је стални пораст броја мелеске деце проблемом:
Генерално од пете и надаље од шесте генерације, све природне карактеристике аустралијских Абориџона су искорењене. Проблем наших мелеза ће брзо бити решен комплетним нестанком црне расе, и брзим утапањем њихових потомака у белу расу.

Слично њему, главни заштитник Абориџина у Западној Аустралији, А. О. Невил, је 1930. написао у чланку за The West Australian:
Елиминишите чистокрвне и дозволите мешање белаца са мелезема и на крају трке ће и они постати бели.